# Loge-Fougereuse
Loge-Fougereuse – miejscowość i gmina we Francji, w regionie Kraj Loary, w departamencie Wandea.
Według danych na rok 1990 gminę zamieszkiwało 341 osób, a gęstość zaludnienia wynosiła 33 osób/km² (wśród 1504 gmin Kraju Loary Loge-Fougereuse plasuje się na 957. miejscu pod względem liczby ludności, natomiast pod względem powierzchni na miejscu 995.).